# Sławomir Chałaśkiewicz
Sławomir Chałaśkiewicz, geschrieben auch Slawomir Chalaskiewicz (* 29. November 1963 in Łódź), ist ein ehemaliger polnischer Fußballspieler.

## Sportlicher Werdegang
Der in Łódź geborene Offensivspieler Chałaśkiewicz spielte bis zu seinem 22. Lebensjahr für verschiedene Vereine in seiner Geburtsstadt und wurde 1986 Stammspieler von Widzew Łódź. In vier Jahren bei Widzew, unterbrochen von einer zweijährigen Station bei Śląsk Wrocław, erzielte er 16 Tore in 99 Einsätzen, wodurch der deutsche Erstliga-Absteiger Hansa Rostock auf ihn aufmerksam wurde und ihn ab 1992 verpflichtete.
In der Saison 1992/93 debütierte Chałaśkiewicz am 12. Juli 1992 in der 2. Bundesliga und absolvierte bis zu Rostocks Aufstieg in die 1. Bundesliga in der Saison 1994/95 89 Einsätze in der zweithöchsten deutschen Spielklasse, in denen er 16 Tore für die Hanseaten erzielte. In der obersten Spielklasse allerdings war Chałaśkiewicz in der Saison 1995/96 mit nur einem Tor in 18 Einsätzen weniger erfolgreich, erzielte in 24 Einsätzen 1996/97 kein Tor und wurde nach vier torlosen Einsätzen in der Hinrunde der Saison 1997/98 an den Zweitligisten FC Carl Zeiss Jena abgegeben. Dort absolvierte er weitere 15 Einsätze ohne Tor und verließ den Verein, der die Spielzeit auf einem Abstiegsplatz beendete, zum Saisonende.
Chałaśkiewicz kehrte zu Widzew Łódź zurück, konnte sich mit nur drei Einsätzen in der Hinserie 1998/99 bei Widzew jedoch nicht durchsetzen und absolvierte die Rückrunde in Diensten von Start Łódź. Im Anschluss schloss sich Chałaśkiewicz dem deutschen Regionalligisten SV Babelsberg 03 an, bei dem er in seiner ersten Saison drei Tore in 32 Spielen erzielte. 2000/01 stieg er mit Babelsberg nach vier Toren in 32 Spielen in die 2. Bundesliga auf; mit sechs Toren in 29 Einsätzen 2001/02 konnte er den Wiederabstieg Babelsbergs jedoch nicht verhindern und stieg auch aus der Regionalliga 2002/03 nach 29 Partien mit zwölf Toren ab.
Chałaśkiewicz wechselte daraufhin noch als 39-Jähriger zum Oberligisten KSV Hessen Kassel, für den er in zwei Spielzeiten 28 Tore in 63 Einsätzen erzielte, und ließ seine Karriere 2005/06 beim polnischen Verein Zawisza Rzgów ausklingen.